# Les leçons entrent dans le sang
Les leçons entrent avec le sang ou Scène d’école (espagnol : La letra con sangre entra - Escena de escuela) est une huile sur toile peinte par Francisco de Goya entre  1780 et 1785 et conservée au Musée de Saragosse.

## Description
Sur cette toile, Goya soutenant le mouvement des Lumières, réalise une critique du système éducatif d’alors, montrant dans une petite école un maître, assis à gauche avec un chien à ses pieds, en train de frapper un élève, les fesses à l’air. À droite, on note deux élèves qui semblent avoir reçu le même châtiment. Les autres vaquent à leurs affaires.